# 家畜 (クルアーン)
『家畜』とは、クルアーンにおける第6番目の章（スーラ）。165の節（アーヤ）から成る。
83 - 86節にかけて、クルアーンに登場する預言者25人のうち、18人の名前が挙げられている。。